# Бер Вали (округ Марипоса, Калифорнија)
Бер Вали (енгл. Bear Valley, Mariposa County) насељено је место без административног статуса у америчкој савезној држави Калифорнија.

## Демографија
По попису из 2010. године број становника је 125.
| Група             | 2000.    | 2010.       |
| Белци             | 0 (0,0%) | 111 (88,8%) |
| Афроамериканци    | 0 (0,0%) | 0 (0,0%)    |
| Азијати           | 0 (0,0%) | 2 (1,6%)    |
| Хиспаноамериканци | 0 (0,0%) | 8 (6,4%)    |
| Укупно            | 0        | 125         |